# シラー・シュトーヴァレ

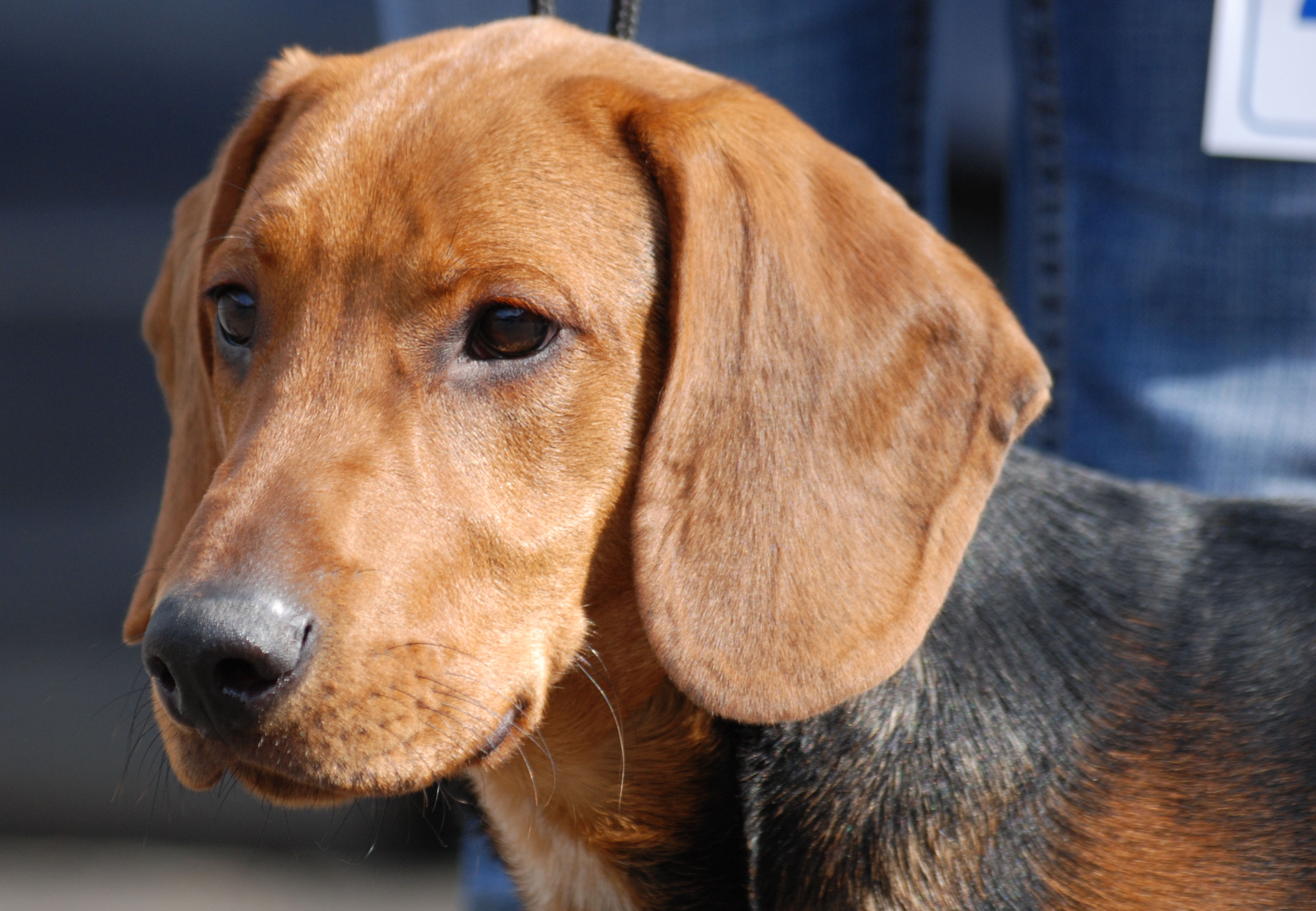
シラー・シュトーヴァレ

シラー・シュトーヴァレ（英：Schiller Stovare）とは、スウェーデン原産のセントハウンド犬種である。別名はシラー・ハウンド（英：Schiller Hound）。犬種名は作出者のペール・シッラー（英：Per Schiller）にちなんでつけられた。

## 歴史
19世紀に作出された犬種で、ドイツ、スイス、オーストリアなどから輸入したセントハウンド犬種を数種類掛け合わせることによって作り出された。その他、イングリッシュ・フォックスハウンド系の犬も作出に関わったといわれている。
主にキタキツネや野ウサギを狩るのに用いられた。鋭い嗅覚で獲物を追跡・発見することが仕事であるが、獲物を倒すことはせず、追い詰めて最終的には主人が猟銃で仕留めるのがシラー・シュトーヴァレを用いた狩猟の内容である。
原産国で初めてドッグショーに出場したのは1886年のことで、これをきっかけにスヴェーデン国内で本種が広く知られるようになった。現在原産国では実猟犬としてだけでなくペットやショードッグとしてもよく飼育されているが、原産国外ではほぼ無名の存在である。FCIにはまだ公認されていない。

## 特徴
容姿は典型的なセントハウンドである。マズルと脚は長く、体は筋肉質でよく引き締まっていて均等が取れている。耳は長めの垂れ耳で、尾は長く、飾り毛のない先細りの垂れ尾。コートはスムースコートだが密度が高く、ある程度の寒さには耐えられる。毛色はタン・アンド・ブラックやハウンドカラー。ハウンドカラーの犬は全体的にはタン、サドル（背中）はブラック、腹部や足先などはホワイトのマーキングが入る毛色の犬である。体高53〜61cm、体重18〜25kgの大型犬で、性格は従順で安定していて穏やかである。忍耐力があり、子供や他の犬とも仲良くすることが出来る。しつけの飲み込みや状況判断力も優れているが、運動量は非常に多く、都会での飼育は不向きである。もちろん沢山運動させることが出来ればそこでも飼育することは可能だが、室内でも自由に動き回れるスペースを確保することと、1日2時間の運動を1〜2回行うことが絶対条件である。嗅覚がよく発達していて、もののにおいを追跡することが大好きなので、時にはおもちゃやおやつを隠して探させるといった遊びを行うと尚よい。かかりやすい病気は運動のし過ぎにより起こる関節疾患などである。